# Bjärke tingslag
Bjärke tingslag var mellan 1680 och 1895 ett tingslag i Älvsborgs län i Flundre, Väne och Bjärke domsaga (från 1849). Tingslaget omfattade Bjärke härad och hade sin tingsplats i Sollebrunn. 
Tingslaget bildades 1680 och uppgick 1 januari 1896 i Flundre, Väne och Bjärke tingslag.  